# Funkcje wypowiedzi
Funkcje wypowiedzi – koncepcja wprowadzona przez Romana Jakobsona, przypisująca wypowiedziom szereg funkcji. Każdy tekst realizuje zwykle kilka funkcji, z których jedna najczęściej jest dominująca. Funkcje te można podzielić na dwie grupy: komunikacyjne i pozakomunikacyjne. 

## Funkcje komunikacyjne
Funkcje komunikacyjne rozważane są, gdy wypowiedziom towarzyszą rozmaite intencje komunikacyjne. Wyróżnia się następujące funkcje komunikatu:
- przedstawieniowa (poznawcza, informatywna, informacyjna) – skupia się na przekazaniu treści informacyjnej – np. w encyklopediach, słownikach, pracach i książkach naukowych.
- ekspresywna (emotywna) – służy wyrażaniu uczuć i emocji za pomocą słów – np. w pamiętnikach, częściowo w reportażach
- impresywna (konatywna, perswazyjna) – służy wpływaniu na czyjeś poglądy, uczucia i czyny – np. w hasłach reklamowych, gdy próbujemy kogoś do czegoś przekonać.
- fatyczna (rytualna) – służy do podtrzymania rozmowy, rozpoczęcia jej lub zakończenia – ogółem do nawiązania kontaktu, często stanowiąc przejście między treściami informacyjnymi. Charakterystyczne słowa to: „Dzień dobry”, „przepraszam”, „aha”, „naprawdę?” itp.
- metajęzykowa – jest to przekazywanie informacji o języku za pomocą języka – np. formuły gramatyczne, hasła w słownikach gramatycznych. Przykład: „Zdanie złożone ma co najmniej dwa orzeczenia”
- poetycka (estetyczna) – skupienie uwagi na walorach estetycznych komunikatu (por. styl artystyczny).

## Funkcje pozakomunikacyjne
Wypowiedzi jednak mogą służyć nie tylko komunikowaniu w pełnym znaczeniu tego słowa. Funkcje te określa się jako:
- sprawcza (performatywna) – kształtuje i zmienia rzeczywistość, np. „ogłaszam was mężem i żoną”, „nadaję ci imię”.
- magiczna (stanowiąca) – związana ze sferą sacrum. gdzie zdaniem mówiącego, wypowiadanie słów ma wpłynąć na rzeczywistość, przy czym przekonanie to wynika z wyznawanej religii czy przesądu np. czary, przekleństwa, modlitwy.
- ludyczna
- prezentatywna (charakteryzująca) – za jej pomocą nadawca komunikatu przekazuje nam informacje o sobie. Robi to jednak nieświadomie. Np. zastosowanie w tekście gwary góralskiej pozwala stwierdzić, że nadawca jest Góralem, pochodzi z okolic Zakopanego.